# Michael Clayton
Michael Clayton är en Oscarsnominerad amerikansk dramathriller från 2007, skriven och regisserad av Tony Gilroy. I huvudrollerna syns George Clooney, Tom Wilkinson och Tilda Swinton. 

## Handling
Michael Clayton (George Clooney) är en advokat som tidigare varit spelmissbrukare. Han arbetar som "fixare" på en prestigefull advokatfirma i New York. När en av hans kollegor får ett mentalt sammanbrott blir Michael Clayton indragen i ett rättsfall som hans kollega utredde.

## Rollista (urval)
| George Clooney  | – Michael Clayton |
| Tom Wilkinson   | – Arthur Edens    |
| Tilda Swinton   | – Karen Crowder   |
| Sydney Pollack  | – Marty Bach      |
| Michael O'Keefe | – Barry Grissom   |
| Denis O'Hare    | – Mr. Greer       |
| Julie White     | – Mrs. Greer      |
| Merritt Wever   | – Anna            |
| Maggie Siff     | – advokat         |

## Priser

### Nomineringar
- Oscarsgalan 2008[2]
  - Bästa manliga huvudroll (George Clooney)
  - Bästa manliga biroll (Tom Wilkinson)
  - Bästa kvinnliga biroll (Tilda Swinton) – vann Oscar
  - Bästa regi (Tony Gilroy)
  - Bästa film (Sydney Pollack, Jennifer Fox och Kerry Orent)
  - Bästa originalmanus (Tony Gilroy)
  - Bästa kompositör (James Newton Howard)